# Hawker Hunter
El Hawker Hunter és un caça de reacció britànic dels anys 50 i 60. Es va utilitzar a la Royal Air Force i a la Royal Navy durant diversos anys i va ser exportat àmpliament, servint en 19 forces aèries. Es van fabricar un total de 1.972 unitats per Hawker Siddeley i sota llicència.

## Desenvolupament
Els orígens del Hunter es troben en el Hawker Sigui Hawk, un caça naval d'ales rectes. En la recerca d'un millor rendiment i per acomplir amb l'especificació I.38/46 del Ministeri de l'Aire, el dissenyador cap de Hawker Aircraft, Sidney Camm, va crear el Hawker P.1052, que era essencialment un Sigui Hawk amb ales en fletxa a 35 graus. En el seu primer vol, fet l'any 1948, el P.1052 va demostrar un rendiment bo però que no justificava un desenvolupament posterior per ser un avió de producció. Com a empresa privada, Hawker va convertir el segon prototip del P.1052 en el Hawker P.1081, amb les ales de la cua en fletxa i un fuselatge revisat, amb una tovera a la part posterior. El primer vol del P.1081 es va fer el 19 de juny de 1950, aconseguint l'atenció de la Real Força Aèria Australiana, però el desenvolupament no va continuar i l'únic prototip construït es va estavellar en 1951.
Mentrestant, el 1946, el Ministeri de l'Aire va fer l'especificació F.43/46 per a un interceptor de reacció diürn. Camm va utilitzar el disseny bàsic del P.1052 i va adoptar el recent creat turborreactor Rolls-Royce Avon. El major avantatge de l'Avon sobre el Rolls-Royce Nen, utilitzat en el Sigui Hawk, era el seu compressor axial, que reduïa el seu diàmetre i millorava l'empenta. El març de 1948, el Ministeri de l'Aire va fer l'especificació F.3/48 per cobrir el desenvolupament del projecte. El disseny va començar amb una presa d'aire en el musell i una cua en forma de T, però ràpidament es va transformar en un disseny més familiar. Les entrades d'aire es van traslladar a la zona de les ales, per deixar més espai per a armes i un radar al musell. Es va canviar la forma de la cua per problemes d'estabilitat.
El P.1067 va fer el seu primer vol des de MoD Boscombe Down el 20 de juliol de 1951, impulsat per un motor Avon 103 de 28,91 kN d'un bombarder English Electric Canberra. El segon prototip, equipat amb l'aviònica de producció, armament i un turborreactor Avon 107 de 33 kN d'empenta, va volar per primera vegada el 5 de maig de 1952. Com a reserva, Hawker va demanar adaptar al nou avió un altre turborreactor axial britànic. El tercer prototip, amb un Armstrong Siddeley Sapphire 101 de 35 kN va volar per primera vegada el 30 de novembre de 1952.
El Ministeri de Subministrament va demanar que el Hunter entrés en producció el març de 1950, un any abans del seu primer vol. El primer model de producció, el Hunter F.1 amb un turborreactor Avon 113 de 33,8 kN, va fer el seu primer vol el 16 de març de 1953. un Hunter F Mk3 pilotat per Neville Duke va trencar la marca de velocitat el 7 de setembre de 1953, en aconseguir els 1.163,2 km/h sobre Littlehampton. No obstant això, el rècord duraria menys de tres setmanes en ser superat per un Supermarine Swift de la RAF el 25 de setembre.

## Disseny
El Hunter era un monoplano metàl·lic convencional. El pilot s'asseia en un seient eyectable Martin-Baker 2H o 3H. La versió biplaça d'entrenament utilitzava seients 4H. El fuselatge era de fabricació monocasc, amb la secció posterior desmuntable per fer tasques de manteniment. El motor s'alimentava a través d'entrades d'aire triangulars a la zona de les ales i tenia una sortida única a la part posterior del fuselatge.
Les ales tenien un angle de 35 graus respecte de la perpendicular del fuselatge i lleugerament anèdrics. Les ales de cua i el timó també eren en fletxa. Els controls eren convencionals. Hi havia un aerofre a la part ventral del fuselatge i feia servir un tren d'aterratge de tricicle. La variant monoplaça d'atac estava equipada amb quatre canons ADEN de 30 mm, mentre que la versió biplaça portava o bé un únic canó o dos en el cas d'alguns models d'exportació. L'avió estava equipat amb un radar d'abast Ekco situat en el musell.

## Història operacional

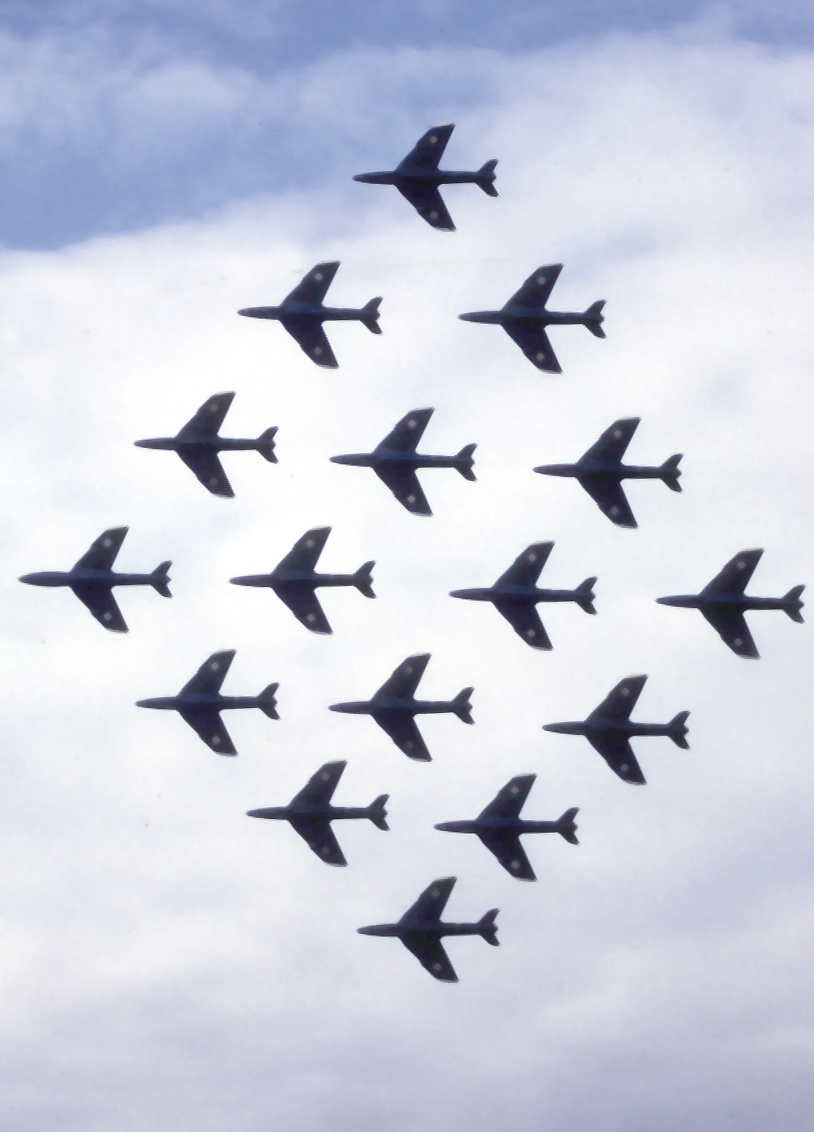
Hunters del grup Black Arrows en formació de diamant

El Hunter F.1 va entrar en servei amb la Royal Air Force el juliol de 1954. Es va reconèixer amb rapidesa que el nou avió tenia una capacitat insuficient de combustible. A més, les preses d'aire mal dissenyades produïen interrupcions en el flux d'aire amb el resultat de parades en el compressor. Quan l'avió feia servir els seus canons hi havia la possibilitat de talls de subministrament en el motor. Les solucions possibles de tallar el combustible quan es disparava i restringir l'ús de les armes a velocitats i altituds baixes eren insatisfactòries.
El curt abast de l'avió era un problema principal, ja que tenia una autonomia d'una hora. El 8 de febrer de 1956, en un vol, vuit Hunters van ser redirigits a un altre aeròdrom a causa del mal temps atmosfèric. Sis avions es van quedar sense combustible i es van estavellar, provocant la mort d'un dels pilots. Un dels avions que va aterrar es va quedar sense combustible en fer el rodatge. Com a aspecte positiu, l'avió era maniobrable i fins i tot la seva primera versió podia superar la velocitat del so en un descens de 30-40º.
El Hunter F.3 va ser el primer prototip en estar equipat amb un postcremador Avon RA.7R de 42,70 kN d'empenta. El 7 de setembre de 1953 va aconseguir un nou rècord de velocitat amb 1.163,2 km/h en un circuit de 3 km.
Per solucionar el problema d'autonomia, una producció de Hunter F.1 va ser equipada amb un nou tipus d'ala, incrementant la seva capacitat de combustible de 1.533 litres als 1.833 litres. A més, es podia instal·lar sota cada ala un tanc extern de 454 litres. El resultat, denominat Hunter F.4, va volar per primera vegada el 20 d'octubre de 1954, entrant en servei al març de 1955. Una variant de l'F.4 equipada amb motor Sapphire va ser designada com Hunter F.5. Tot i que el Sapphire no tenia els problemes de talls de subministrament de l'Avon i era més econòmic en combustible, la RAF es va decantar per l'Avon per continuar els subministraments i manteniment, ja que era el mateix motor que s'utilitzava en el bombarder Canberra.
Rolls-Royce va equipar a l'avió amb un nou sistema automàtic de combustible i va redissenyar el compressor per solucionar els problemes amb el motor. El resultat va ser l'Avon 203 que produïa un empenta de 44.48 kN i va ser muntat en el Hawker P.1099, al que se li va canviar el nom posteriorment a Hunter F.6. L'F.6 es va retirar de la seva tasca de combat a la RAF el 1963 i va ser reemplaçat per l'English Electric Lightning. Les versions de caça bombarder van servir fins al 1970. Alguns avions es van mantenir per tasques secundàries i d'entrenament fins a començaments dels anys 1990.

## Combat

### Guerra dels Sis Dies
Els Hunter de la força aèria iraquiana van dur a terme accions de combat amb èxit. Algunes missions es van fer amb pilots jordans. La majoria dels Hunter jordans van ser destruïts a terra el primer dia de guerra.

### Adén
En la Colònia d'Adén al maig de 1954, els Hunter GR9 del 43è i 8è esquadrons de la RAF van ser utilitzats durant la insurrecció per a la derrota de la Federació d'Aràbia del Sud, fent servir principalment coets explosius i els canons ADEN de 30 mm. Tots dos esquadrons van continuar les seves operacions fins a la retirada del Regne Unit d'Adèn al novembre de 1967.

### Somàlia
El règim de Mohamed Siad Barre va fer servir els Hunter per bombardeigs indiscriminats durant la guerra civil de Somàlia a la fi dels anys 80.

### Rhodèsia
A la República de Rhodèsia (actual Zimbàbue) es van fer servir els seus seves Hunter FGA.9 contra els insurgents de ZANU/ZAPU des de finals dels anys 60 i durant els anys 70, incloent bombardeigs prop de frontera.

### Zimbàbue
Zimbàbue va usar els seus Hunters per donar suport a Laurent-Désiré Kabila durant la Segona guerra del Congo i suposadament també es van involucrar en la lluita de Moçambic.

### Líban
La Força Aèria del Líban va utilitzar Hawker Hunter des de 1958. Un va ser abatut el primer dia de la Guerra dels Sis Dies per la Força Aèria d'Israel. Van ser utilitzats durant la Guerra Civil libanesa, fent les seves últimes sortides el 1983.
El 2008, quatre unitats van ser posades en servei una altra vegada, convertint-se el Líban en l'únic usuari actiu de Hawker Hunter al món.

### Guerra indo-pakistaní de 1965
Durant la Guerra indo-pakistaní de 1965, els Hunter van atacar unitats blindades pakistaneses i van destruir carros de combat Patton. L'avió va demostrar el seu valor com caça bombarder destruint diversos tancs a la Batalla d'Asal Uttar. També va abatre sis F-86 Sabre i altres avions amb la pèrdua de vuit Hunter.

### Guerra indo-pakistaní de 1971
Quatre Hunter de la Força Aèria Índia van destruir dotzenes de tancs T-59 i M4 Sherman pakistanesos durant la batalla de Longewala. Els avions van destruir gairebé un centenar de vehicles de l'Exèrcit de Pakistan en la mateixa batalla. Els Hunter van estar al bombardeig estratègic d'instal·lacions petrolieres a Karachi el 4 de desembre de 1971 i en Mangla Dam l'endemà.
Una setmana més tard, quatre Hunter de Jaisalmer van atacar la instal·lació de gas de Sui en el nord de Sind. A Pakistan de l'Est (actual Bangladesh), els Hunter, juntament amb bombarders Canberra, MiG i An-12 van atacar la fàbrica d'armament de Joydebpur. Els avions també es van enfrontar a l'aviació de la Força Aèria de Pakistan sobre Dacca i van abatre set F-86 Sabre.

### Cop militar de Xile de 1973
L'11 de setembre de 1973, els Hawker Hunter de la Força Aèria de Xile (FACh) van realitzar atacs amb coets SURA-D al Palau de la Moneda a Santiago de Xile, la radioemissora Magallanes i la residència del llavors President Salvador Allende a l'Avinguda Tomás Moro, amb total èxit, sent el primer avió a reactor de la FACh en ser utilitzat en situació de conflicte.

## Usuaris

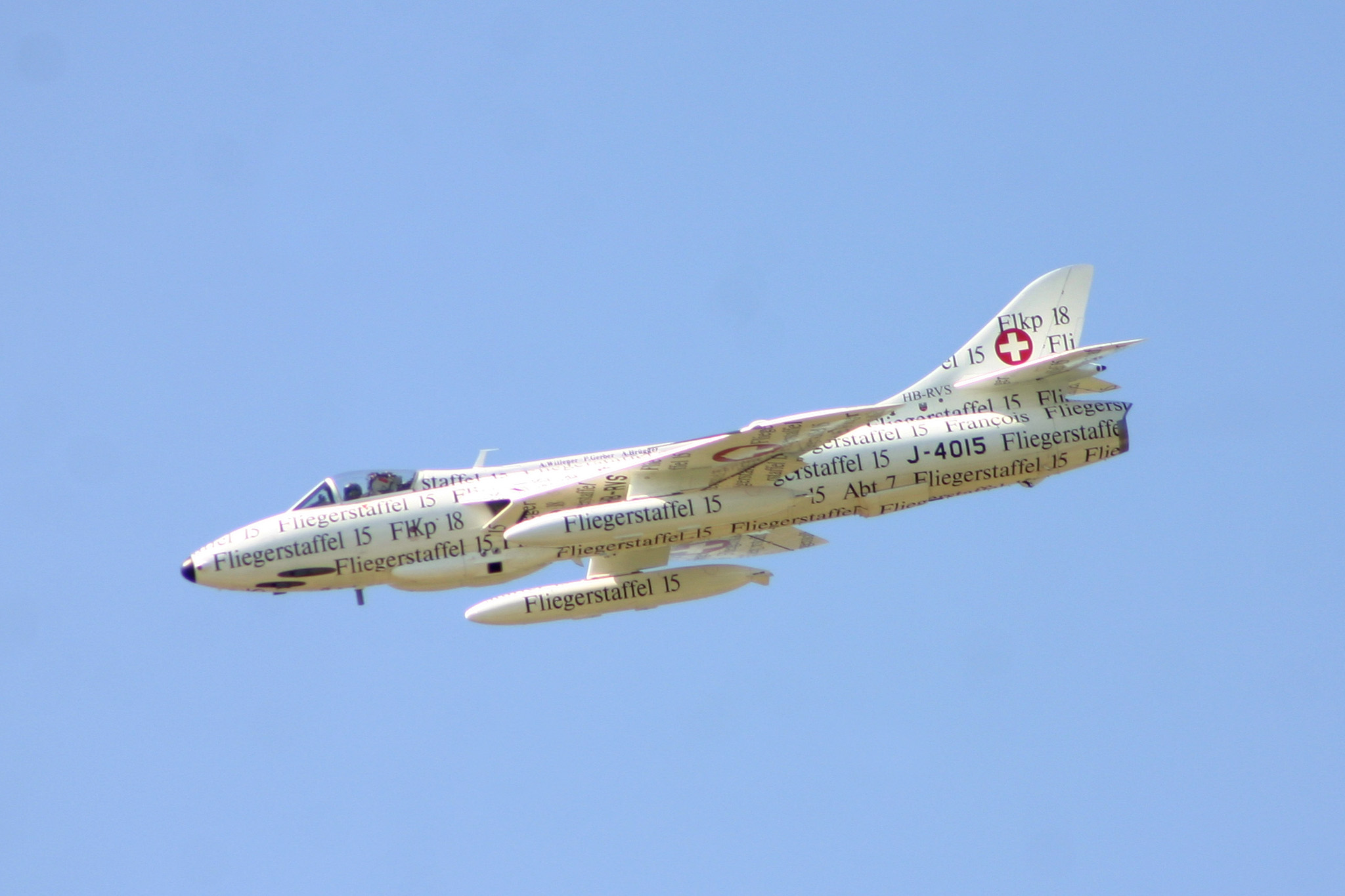
Hawker Hunter FMk58 de la Força Aèria Suïssa.

El Hawker Hunter ha servit en les forces aèries d'Aràbia Saudita, Bèlgica, Xile, Dinamarca, Unió dels Emirats Àrabs, l'Iraq, Iran, Índia, Jordània, Kenya, Kuwait, Líban, Oman, Països Baixos, Perú, Qatar, Zimbàbue-Rhodèsia, Singapur, Somàlia, Suècia i Suïssa. Bèlgica i els Països Baixos han fabricat avions sota llicència.

### Xile

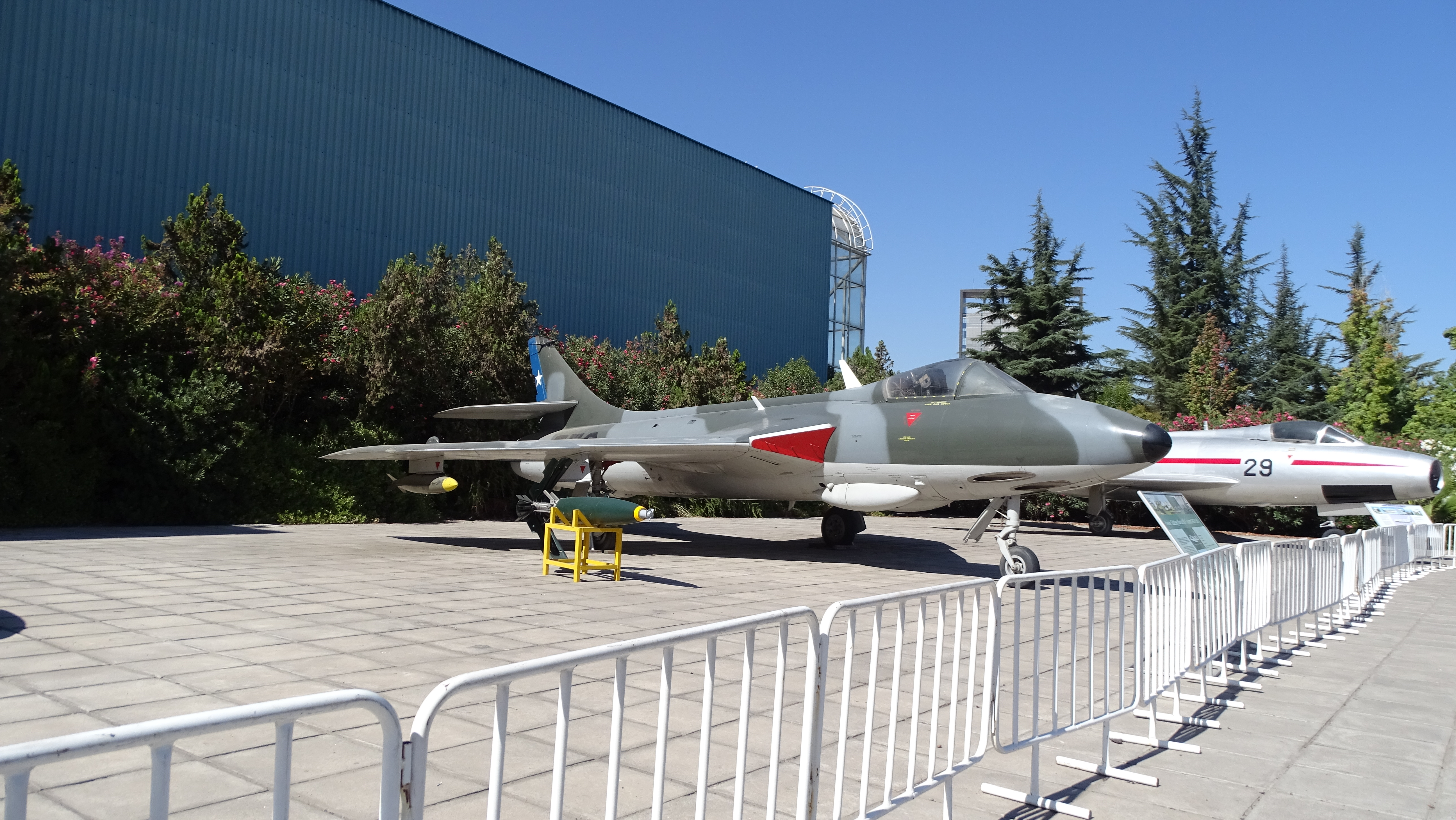
Imatge d'un Hawker Hunter pertanyent a la Força Aèria de Xile a les dependències del Museu Nacional Aeronàutic i de l'Espai de Santiago de Xile.

Adquirits el 1967 pel govern d'Eduardo Frei Montalva, va representar la primera compra d'un sistema d'armes, donant-li un nou nivell de poder defensiu per Força Aèria de Xile. Es va rebre un lot inicial de 15 Hawker Hunter FGA.MK 71 entre setembre de 1967 i juny de 1968; aquests van ser seguits per tres FR.MK 71A i tres T.mk 72, aquests últims la versió de reconeixement i entrenament, respectivament. El Grup d'Aviació Núm. 7 amb seu a la base aèria dels Cerrillos va començar les seves operacions amb el Hunter al maig de 1968.
Ordres posteriors de compra del model van portar al lliurament de 13 Hunters més dels models FGA.MK71, tres FR.MK 71A i dos T.mk.72 lliurats en diversos lots entre 1970 i 1974. Aquests lots van permetre que el Grup d'Aviació Núm. 9 (Port Montt) -“Les Panteres Negres”- s'equipés el maig de 1970 amb el Hunter, i es va reforçar el Grup d'Aviació Núm. 8, que prèviament ja usava el model.
L'11 de setembre de 1973 es van utilitzar dos avions Hawker Hunter per bombardejar el Palau de la Moneda i la residència del President de la República, actes que van contribuir al derrocament de Salvador Allende, en el càrrec des de 1970.
Van ser donats de baixa en 1995, reemplaçant-los pels Mirage Elkan.

### Perú
El 1956, es reben els primers 16 Hawker Hunter Mk.52.F4 per part del Comando de la Força Aèria del Perú amb el qual s'organitza el 14 Esquadró de Caça Interceptador. En 1960 es rep un únic exemplar d'entrenament TMk-62.

### Suïssa
Suïssa, juntament amb Singapur, han tingut en servei al Hunter des de 1958 fins a 1994. La Força Aèria Suïssa ha tingut durant anys un grup d'exhibició que han fet servir el Hawker Hunter Mk.58. El grup de vol acrobàtic suís és la Patrouille Suisse que actualment fa servir sis Northrop F-5 Freedom Fighter.

### Suècia
Al començament dels anys 50, la Força Aèria Sueca va veure la necessitat d'un interceptor que pogués arribar als bombarders enemics a altituds superiors de les que podia el J 29. En 1954 es va signar un contracte per 120 Hawker Hunter i el primer va ser lliurat l'agost de 1955. El model va ser designat com a J 34 i assignat a les Ales F8 i F18 d'Estocolm. El J 34 estava armat amb quatre canons de 30 mm i 2 míssils Sidewinder.
Per millorar el rendiment del J 34 es va fer un projecte per poder instal·lar postcremadors suecs el 1958. No obstant això, els costos eren alts i el projecte no va arribar a fer-se. Durant els anys 60, els J 34 van ser reemplaçats pel J 35 fins que el 1969 van ser retirats.

## Operativitat

### Accident aeri de 2015
Durant una exhibició aèria, el Shoreham Air Shou, després d'una maniobra fallida de tirabuixó, l'avió va impactar al terra, en una zona on hi havia alguns espectadors de l'espectacle. En l'accident van morir 7 persones i 15 en van resultar ferides.

### Operació Atlante
Es denomina així l'operació feta l'any 1974 mitjançant la qual es van transportar els avions Hawker Hunter des de la fàbrica, prop de Londres, Regne Unit, fins a Santiago de Xile. Aquesta operació es va gestar a causa de l'embargament d'armes imposat pel Regne Unit al govern militar xilè i a la manca de recursos econòmics per poder noliejar un vaixell, per part de la FACh, que pogués portar via marítima als avions. La missió va consistir en portar en dos vols un total de sis avions. En el viatge van rebre el suport d'un transport C-130. La primera part de la missió es va iniciar el 3 de gener de 1974 a Los Cerrillos, sota les ordres del Comandant de Grup Mario López Tobar, cap del Grup núm. 7, finalitzant el 26 del mateix mes. La distància que es va cobrir en el vol va ser de 13.577 km en onze etapes, la major de les quals va ser la que separa la petita illa de l'Ascensió, de Recife al Brasil (1.985 km). La segona part de l'operació es va iniciar al febrer del mateix any, portant-se en vol els últims 3 Hunter que romanien en el Regne Unit. Va estar a càrrec d'aquesta operació el 2n comandant del Grup núm. 7, comandant d'esquadrilla Fernando Rojas Vénder, portant a terme el mateix recorregut anteriorment fet. Aquesta va ser la primera vegada que un avió monomotor a reacció, sense capacitat de reabastiment en vol, va creuar l'Atlàntic.

## Especificacions (F.6)
Característiques generals
- Tripulació: 1
- Longitud: 14 m (45,9 ft)
- Envergadura: 10,3 m (33,7 ft)
- Alçada: 4 m (13,2 ft)
- Superfície de l'ala 32,4 m² (349 ft²)
- Pes buit: 6.405 kg (14.116,6 lb)
- Pes màxim d'enlairament: 11.158 kg (24.592,2 lb)

 Rendiment 
- Abast: 715 km (386 nmi; 444 mi)

## Aeronaus similars
- Vought F7O Cutlass
- de Havilland Vampire